# Quirós (Asturies)
Pour les articles homonymes, voir Quirós (homonymie).
Quirós est une commune (concejo aux Asturies) située dans la communauté autonome des Asturies en Espagne. Elle est limitrophe au nord des communes de Santo Adriano et Morcín ; au sud de Lena et la province de León ; à l'est de Riosa, Morcín et Lena et à l'ouest de Proaza et Teverga.

## Géographie
Géographiquement, elle se compose de deux vallées : celle du Ricabo, qui prend sa source à l'ombre de la Peña Cigal et qui est renforcée par les eaux de la source Los Garrafes, et celle des Lindes, qui prend sa source à El Nacimiento, au cœur de Puerto Agüeria, tout près de la première et de la frontière avec la province de León.
Les deux rivières se rejoignent à Santa Marina (anciennement Ambas Mestas), formant une seule vallée plus large, aujourd'hui appelée Quirós, qui possède de part et d'autre de nombreux cours d'eau par lesquels s'écoulent les ruisseaux qui alimentent le cours d'eau principal. Ces petites vallées regorgent de bois, de prairies et de terres agricoles (beaucoup moins que par le passé), et c'est là que l'on trouve les principales traces d'occupation humaine, que ce soit dans les villages ou dans les fermes disséminées sur le terrain accidenté.

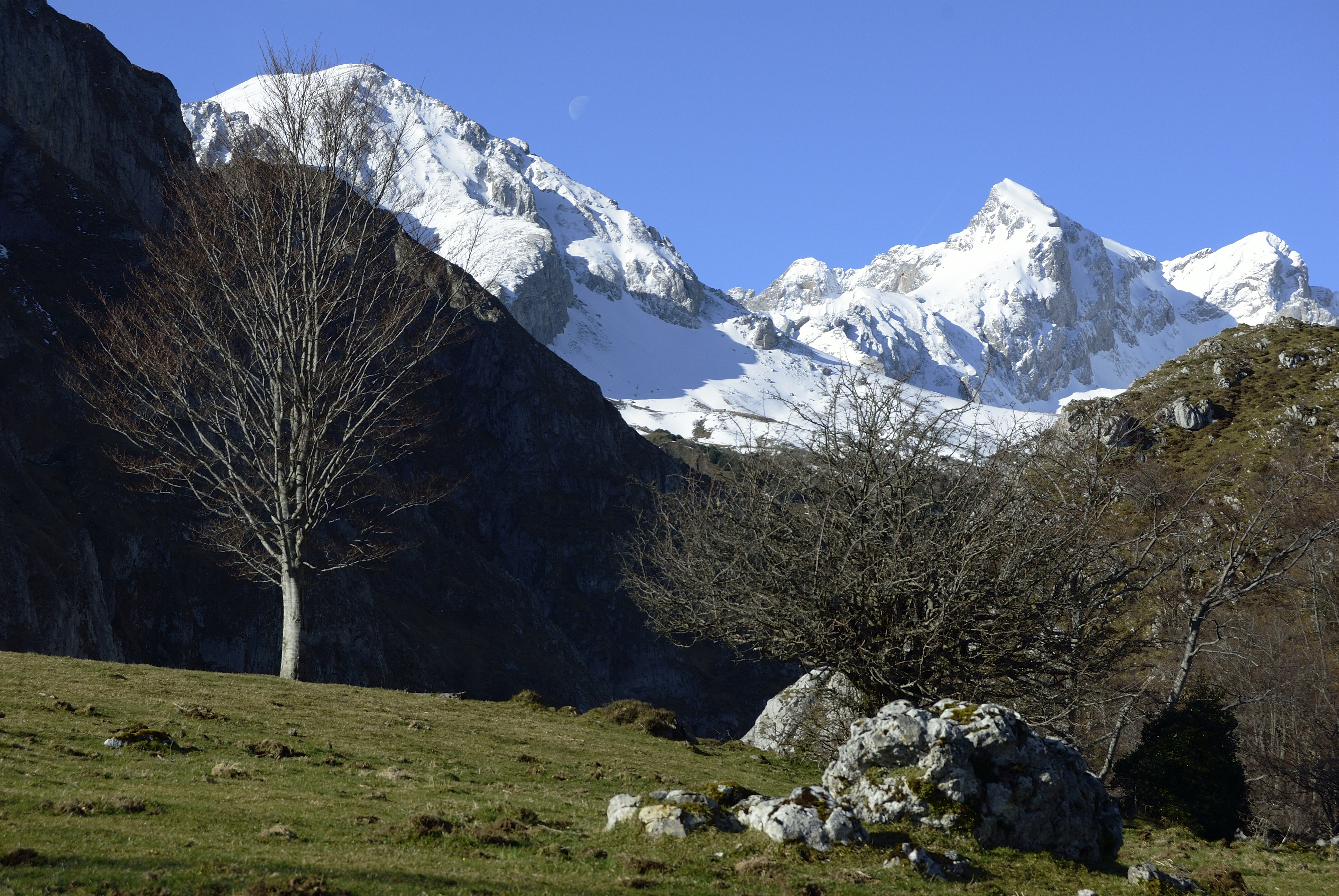
Paysage du territoire.

Le paysage est très montagneux (sur les 208,79 km² de la zone, 40 % ont une altitude supérieure à 1 200 mètres et seulement 3 % ont une pente inférieure à 20 %), bien que l'étroitesse soit quelque peu atténuée dans les vallées fluviales, notamment celles du Noceo et du Pontonga à Santa Marina, de l'Arrojo et de Las Agüeras. Les villages (localités, fermes) sont situés sur les rives des rivières ou à mi-chemin des vallées.

## Paroisses
La commune de Quirós comprend 13 paroisses :
- Arrojo
- Bárzana
- Bermiego
- Casares
- Cienfuegos
- Las Agüeras
- Lindes
- Llanuces
- Muriellos
- Nimbra
- Pedroveya
- Ricabo
- Salcedo

## Histoire
De nombreuses découvertes de la période néolithique attestent d'une implantation précoce sur la commune. Les dolmens et les forteresses de la montagne Cobertoria ainsi que la mine de cuivre d'Aramo témoignent également de l'ancienne vie économique.
Lors de l'occupation de la péninsule Ibérique par l'Empire romain, le territoire autour de Quiros était également important, comme en témoignent les nombreux noms donnés aux lieux. Par contre, l'invasion des Wisigoths et la conquête de l'Espagne par les Maures éclipsèrent quelque peu cette région de l'histoire.
Pendant la période du royaume des Asturies, Quiros fut subordonnée à l'archevêché d'Oviedo par décret d'Ordoño Ier. Au XVIe siècle, Philippe II, en accord avec le pape Grégoire XIII, accorda à Quiros le droit de commune et la libéra ainsi de l'administration de l'archevêché. 

## Galerie

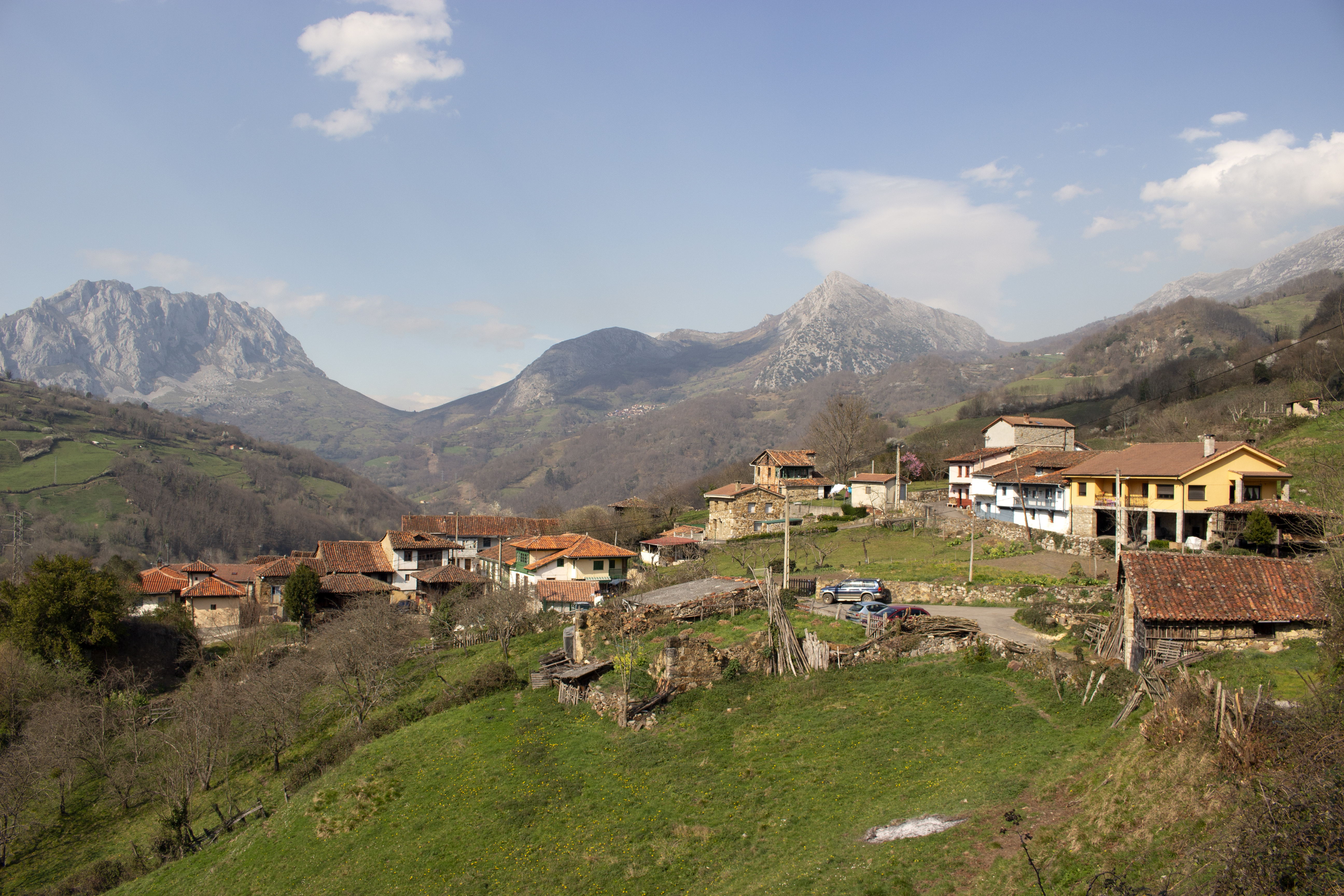
Le village de Casares.
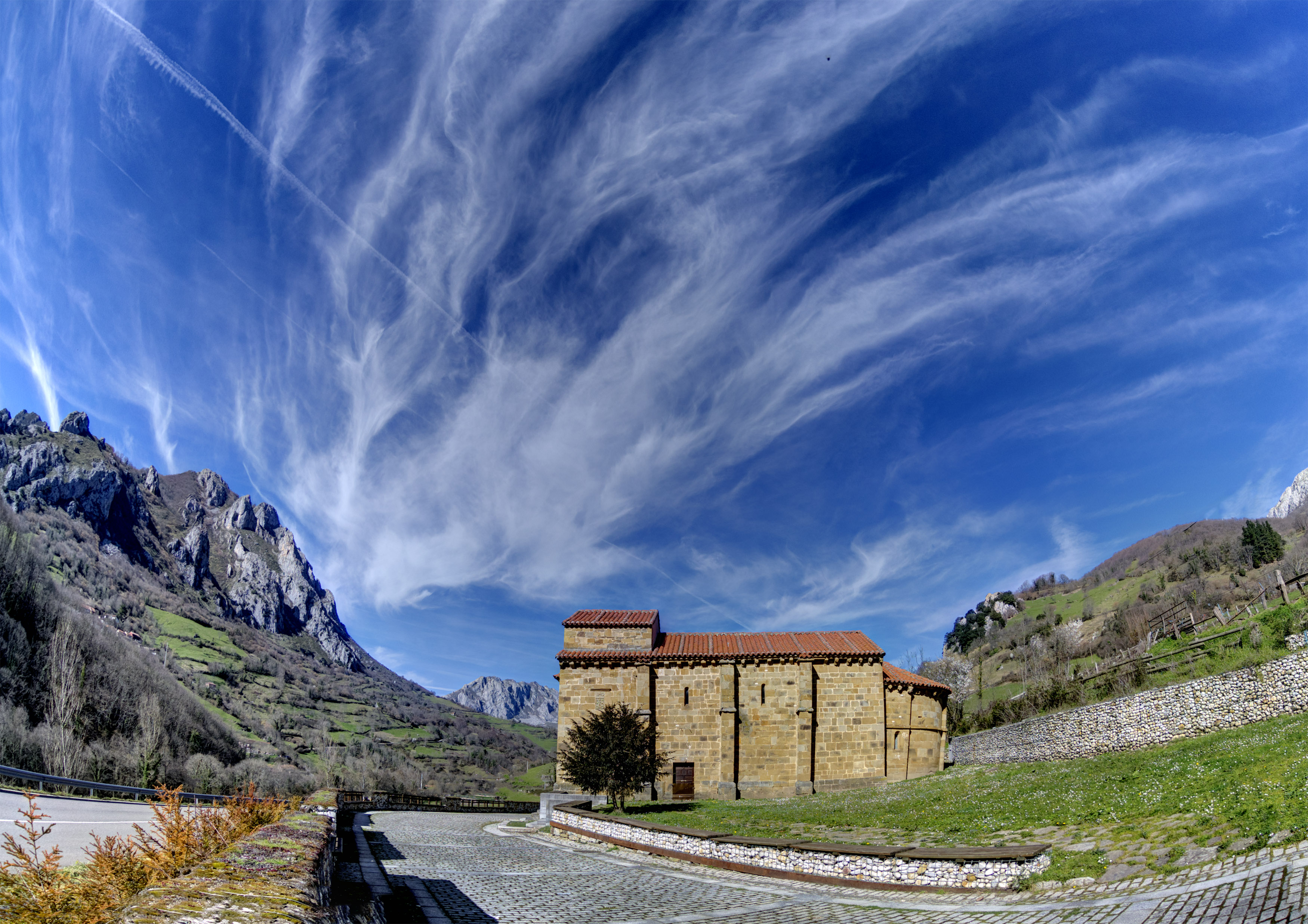
L'église romane de San Pedro de Arrojo.
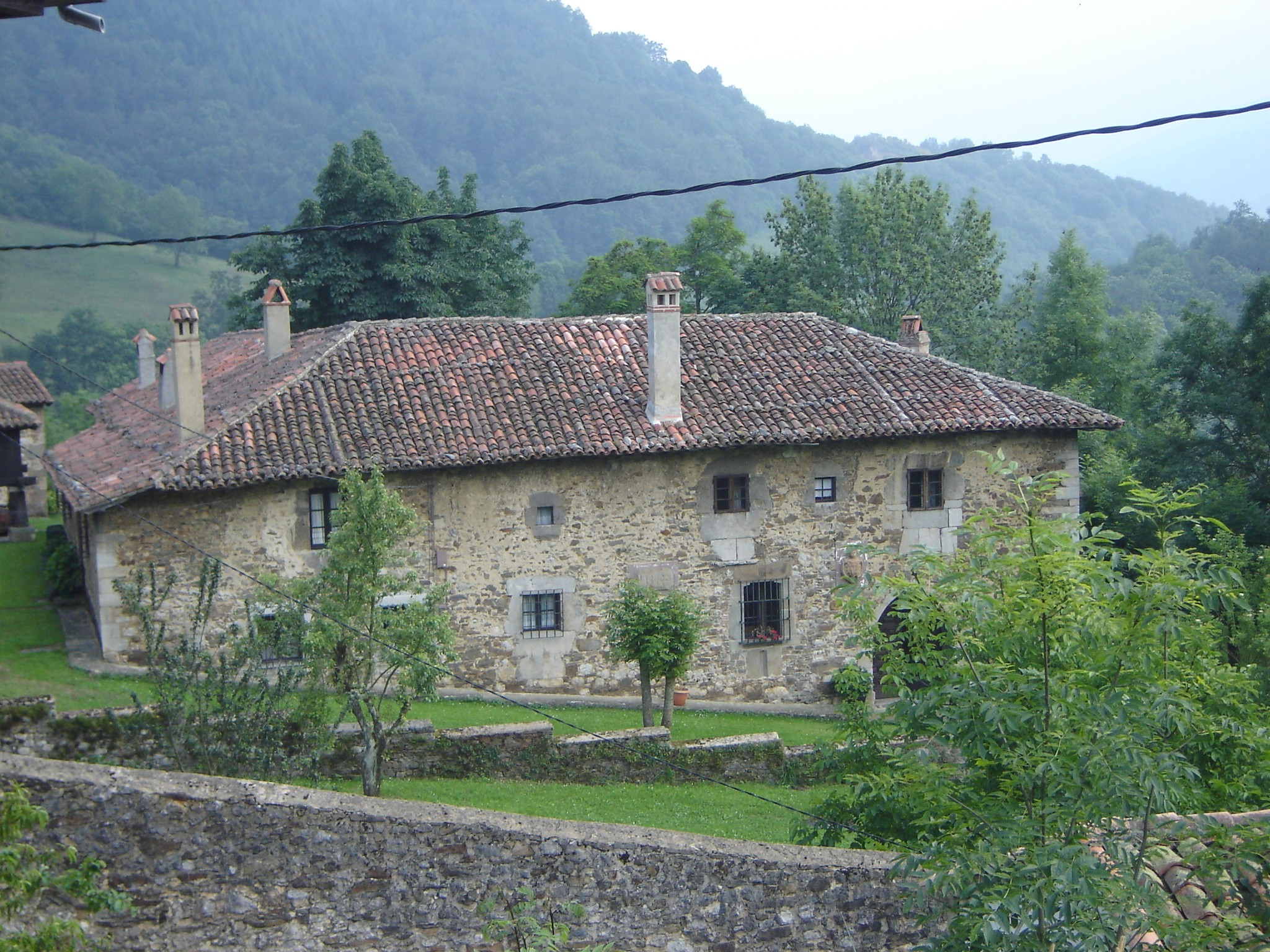
Le palais rural de Miranda à Llanuces.
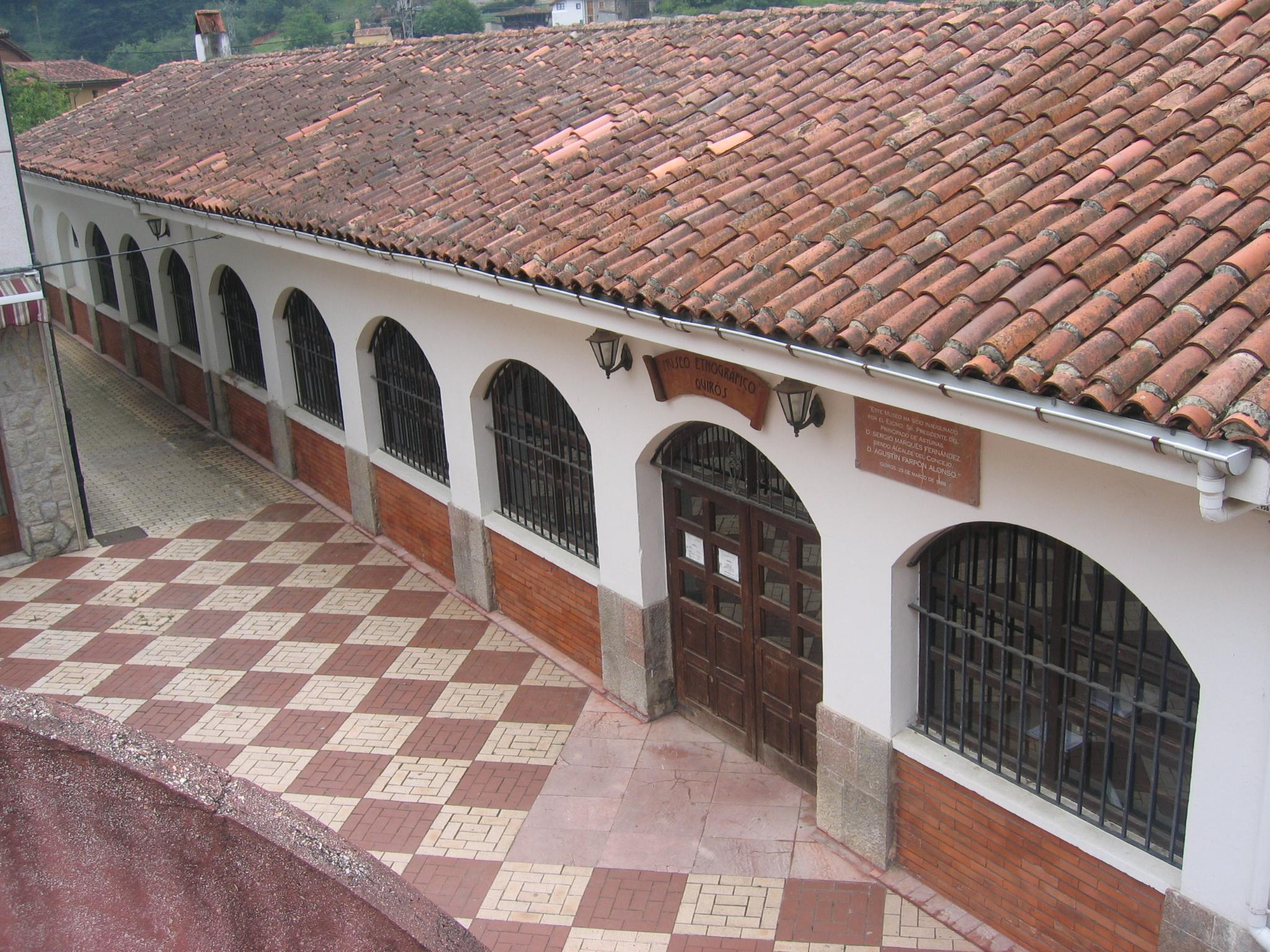
Le musée ethnographique de Quirós.
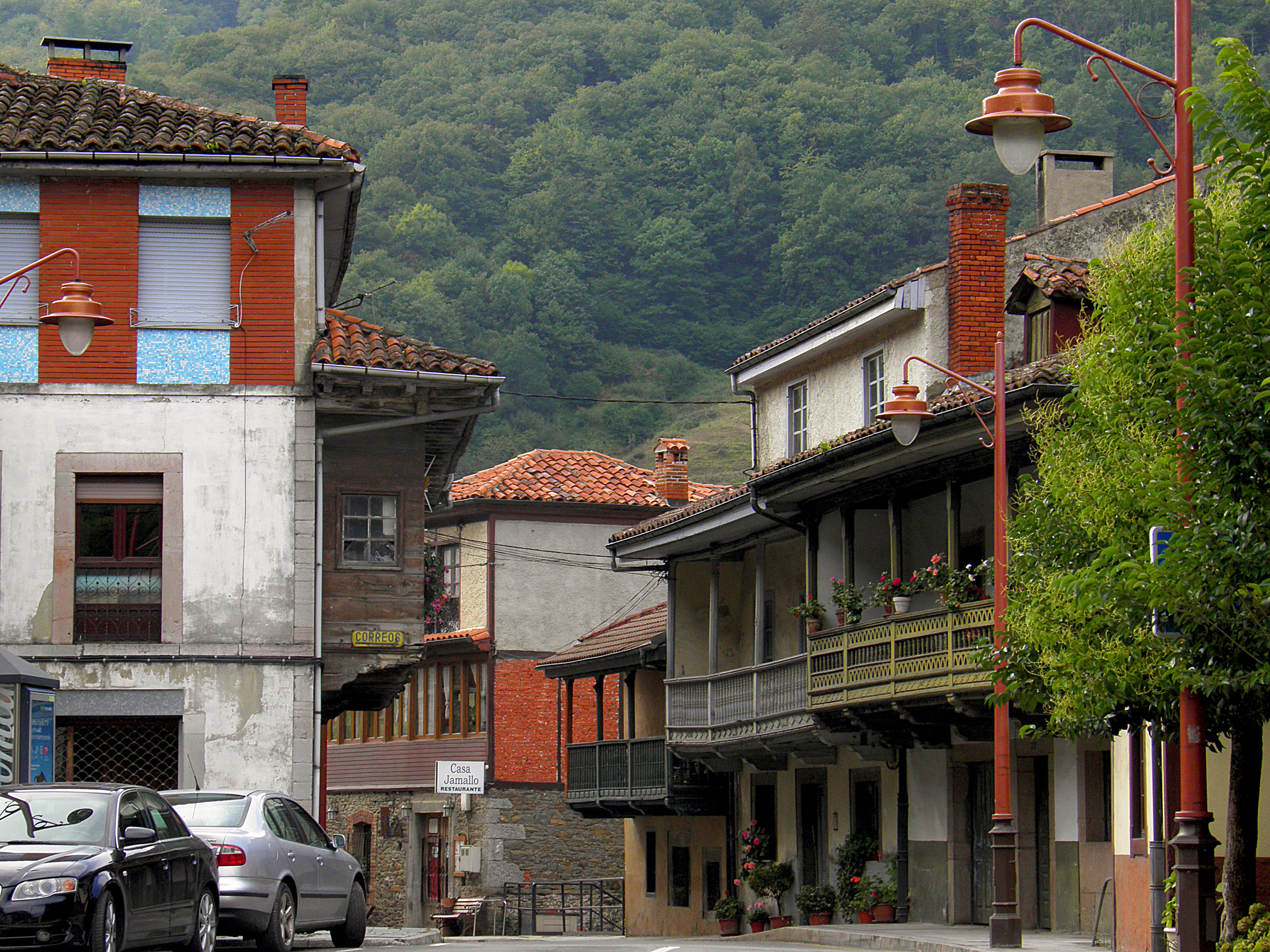
Maisons à Bárzana.
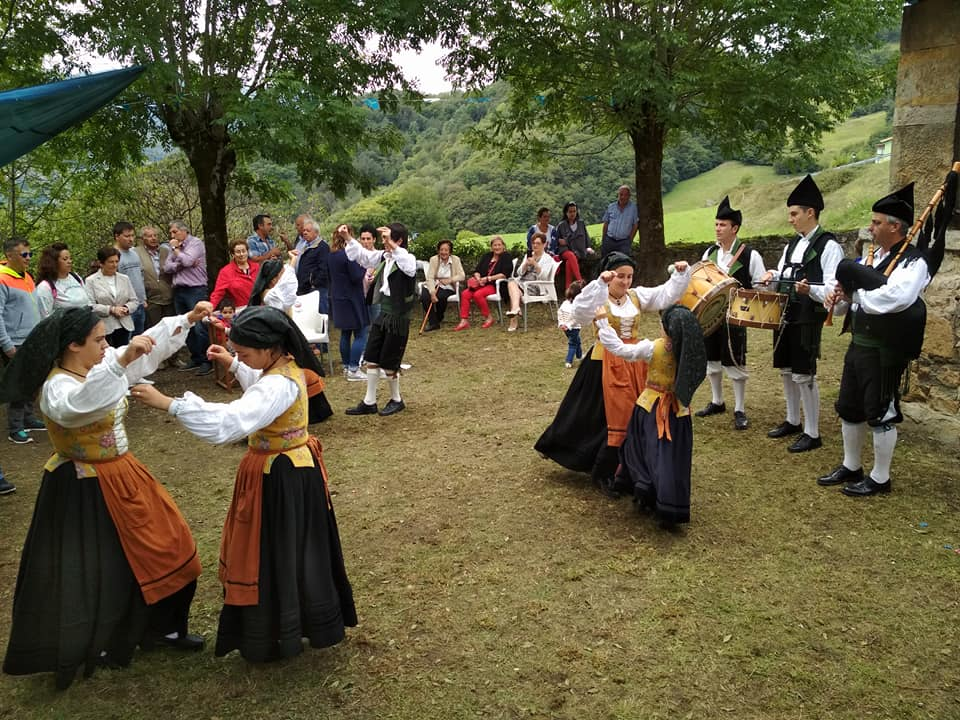
Un bal avec le groupe de gaïta Teixo-Manolo Quirós.